# Dyllandro Panka
Dyllandro Panka (Amsterdam, 21 oktober 1998) is een Nederlands voetballer die als aanvaller voor VV Kloetinge speelt.

## Carrière
Dyllandro Panka speelde in de jeugd van OSV en VPV Purmersteijn, waar hij van 2017 tot 2019 in het eerste elftal speelde. In 2019 vertrok hij naar FC Volendam, waar hij op amateurbasis voor Jong FC Volendam in de Tweede divisie speelde. In 2020 tekende hij een contract tot medio 2023 met een optie voor een extra seizoen. Hij debuteerde voor FC Volendam op 15 september 2020, in de met 1-3 verloren thuiswedstrijd tegen N.E.C. Hij kwam in de 75e minuut in het veld voor Nick Doodeman. Panka speelde uiteindelijk acht wedstrijden voor FC Volendam (1 doelpunt). In het jaar dat FC Volendam promoveerde naar de Eredivisie (seizoen 2021/22) kwam hij slechts eenmaal in actie.
Op 6 juni 2022 tekende hij bij Quick Boys een eenjarig contract met een cluboptie 1 jaar erbij. Na het seizoen 2022/23 vertrok hij naar FC Lisse.
Op 27 maart 2024 tekende hij een contract bij VV Kloetinge. Hij ging weg bij FC Lisse vanwege verhuizing naar Zeeland. 

## Statistieken als profvoetballer

#### Beloften
| Seizoen                    | Club             | Land            | Competitie      | Competitie | Competitie | Totaal | Totaal |
| Seizoen                    | Club             | Land            | Competitie      | Wed.       | Dlp.       | Wed.   | Dlp.   |
| -------------------------- | ---------------- | --------------- | --------------- | ---------- | ---------- | ------ | ------ |
| 2019/20                    | Jong FC Volendam | Nederland       | Tweede divisie  | 20         | 3          | 20     | 3      |
| 2020/21                    | Jong FC Volendam | Nederland       | Tweede divisie  | 4          | 0          | 4      | 0      |
| Totaal beloften            | Totaal beloften  | Totaal beloften | Totaal beloften | 24         | 3          | 24     | 3      |
| Bijgewerkt op 16 juli 2023 |                  |                 |                 |            |            |        |        |

#### Senioren
| Seizoen                    | Club            | Land            | Competitie      | Competitie | Competitie | Beker | Beker | Totaal | Totaal |
| Seizoen                    | Club            | Land            | Competitie      | Wed.       | Dlp.       | Wed.  | Dlp.  | Wed.   | Dlp.   |
| -------------------------- | --------------- | --------------- | --------------- | ---------- | ---------- | ----- | ----- | ------ | ------ |
| 2020/21                    | FC Volendam     | Nederland       | Eerste divisie  | 7          | 1          | 0     | 0     | 7      | 1      |
| 2021/22                    | FC Volendam     | Nederland       | Eerste divisie  | 1          | 0          | 0     | 0     | 1      | 0      |
| Totaal senioren            | Totaal senioren | Totaal senioren | Totaal senioren | 8          | 1          | 0     | 0     | 8      | 1      |
| Carrièretotaal             | Carrièretotaal  | Carrièretotaal  | Carrièretotaal  | 32         | 4          | 0     | 0     | 32     | 4      |
| Bijgewerkt op 16 juli 2023 |                 |                 |                 |            |            |       |       |        |        |